# Li-ťiang
Li-ťiang (čínsky pchin-jinem Lìjiāng, znaky zjednodušené 丽江, tradiční 麗江) je město a městská prefektura v čínské provincii Jün-nan. Je známé především pro svou historickou část, jejíž počátky sahají více než 800 let do minulosti. Až do dnešních dnů si město dokázalo zachovat původní strukturu a stavby, které přitahují turisty z celého světa. V roce 1997 se město stalo součástí světového dědictví UNESCO.
V roce 2020 zde na ploše 20,5 tisíce kilometrů čtverečných žilo jeden a čtvrt milionu obyvatel.
Přibližně pětadvacet kilometrů jižně od města samotného leží mezinárodní letiště Li-ťiang San-i.

## Správní členění
Městská prefektura Li-ťiang se člení na pět celků okresní úrovně, a sice jeden městský obvod, dva okresy a dva autonomní okresy.
| Ku-čcheng okres · Jung-šeng okres · Chua-pching autonomní okres · Jü-lung autonomní okres · Ning-lang |                  |                       |             |                                         |
| Název                                                                                                 | Název            | Počet obyvatel (2020) | Rozloha km² | Hustota zalidnění (obyv. na km²) (2020) |
| český přepis                                                                                          | znaky            | Počet obyvatel (2020) | Rozloha km² | Hustota zalidnění (obyv. na km²) (2020) |
| Městský obvod                                                                                         |                  |                       |             |                                         |
| Ku-čcheng                                                                                             | 古城区           | 288 787               | 1 266       | 228                                     |
| Okresy                                                                                                |                  |                       |             |                                         |
| Chua-pching                                                                                           | 华坪县           | 159 695               | 2 142       | 75                                      |
| Jung-šeng                                                                                             | 永胜县           | 336 832               | 4 929       | 68                                      |
| Autonomní okresy                                                                                      |                  |                       |             |                                         |
| Jü-lung (nasiský)                                                                                     | 玉龙纳西族自治县 | 224 039               | 6 195       | 36                                      |
| Ning-lang (iský)                                                                                      | 宁蒗彝族自治县   | 244 525               | 6 026       | 41                                      |
| |                  |                       |             |                                         |
| Celkem                                                                                                | Celkem           | 1 253 878             | 20 558      | 61                                      |

## Fotogalerie

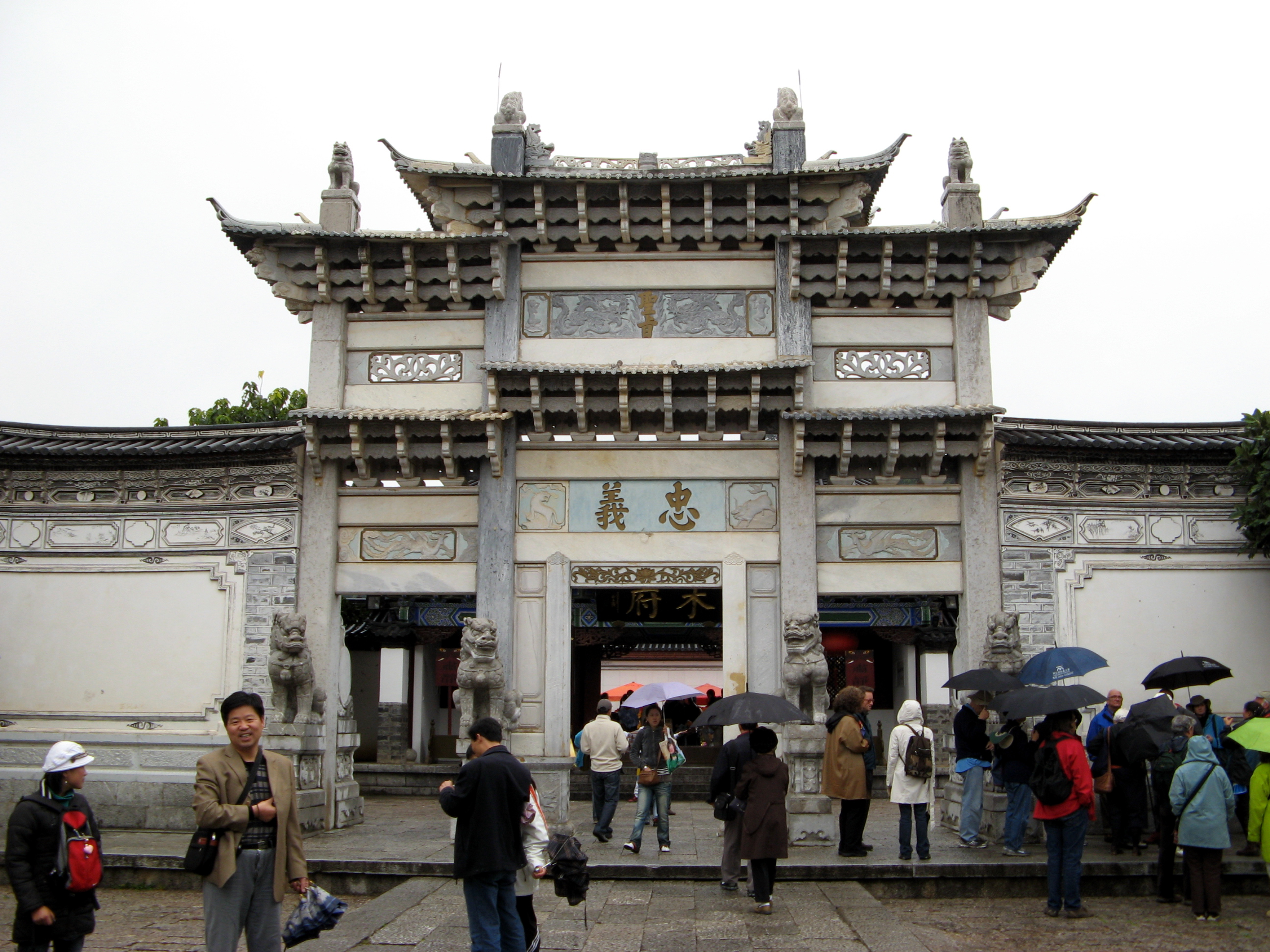
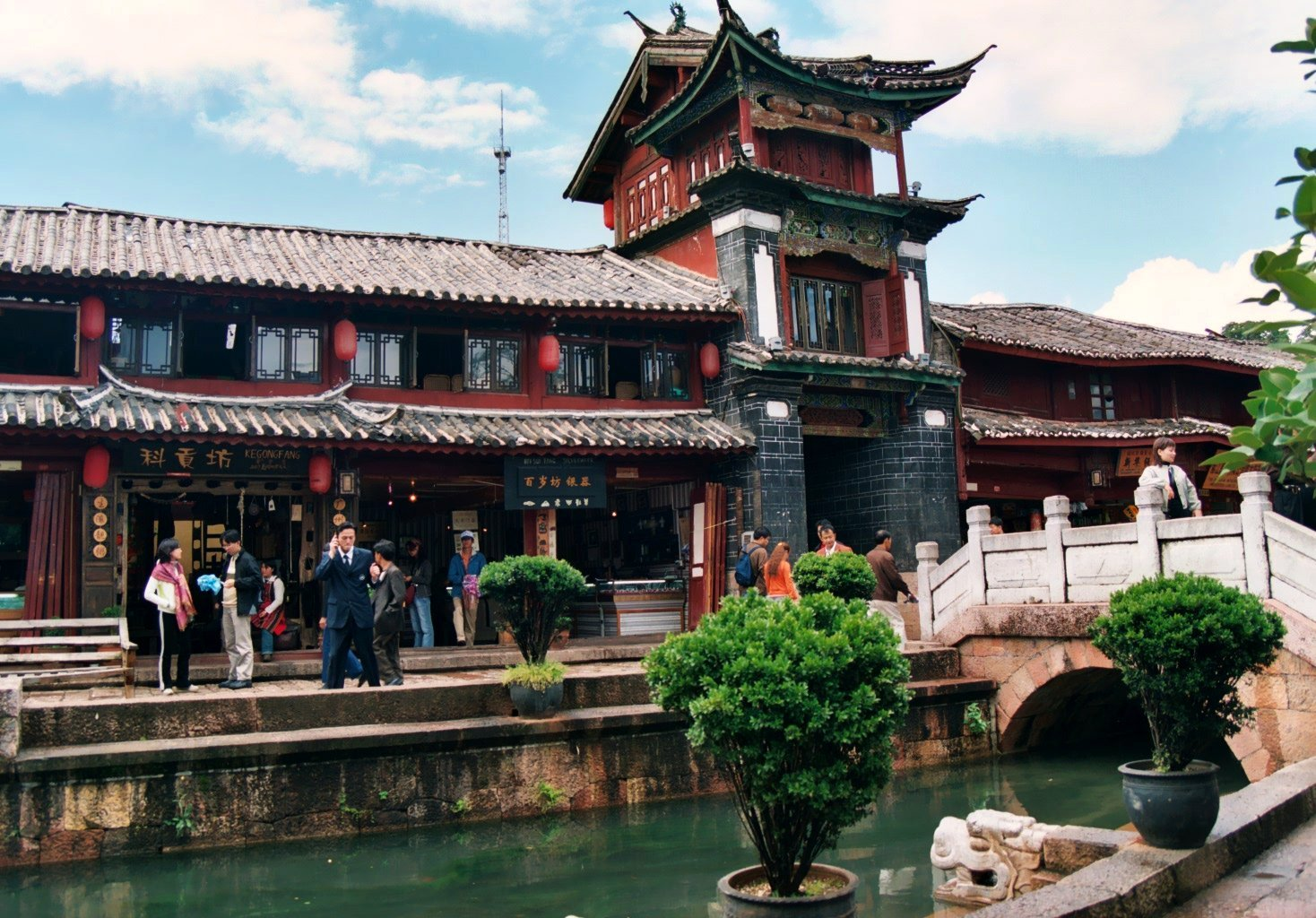
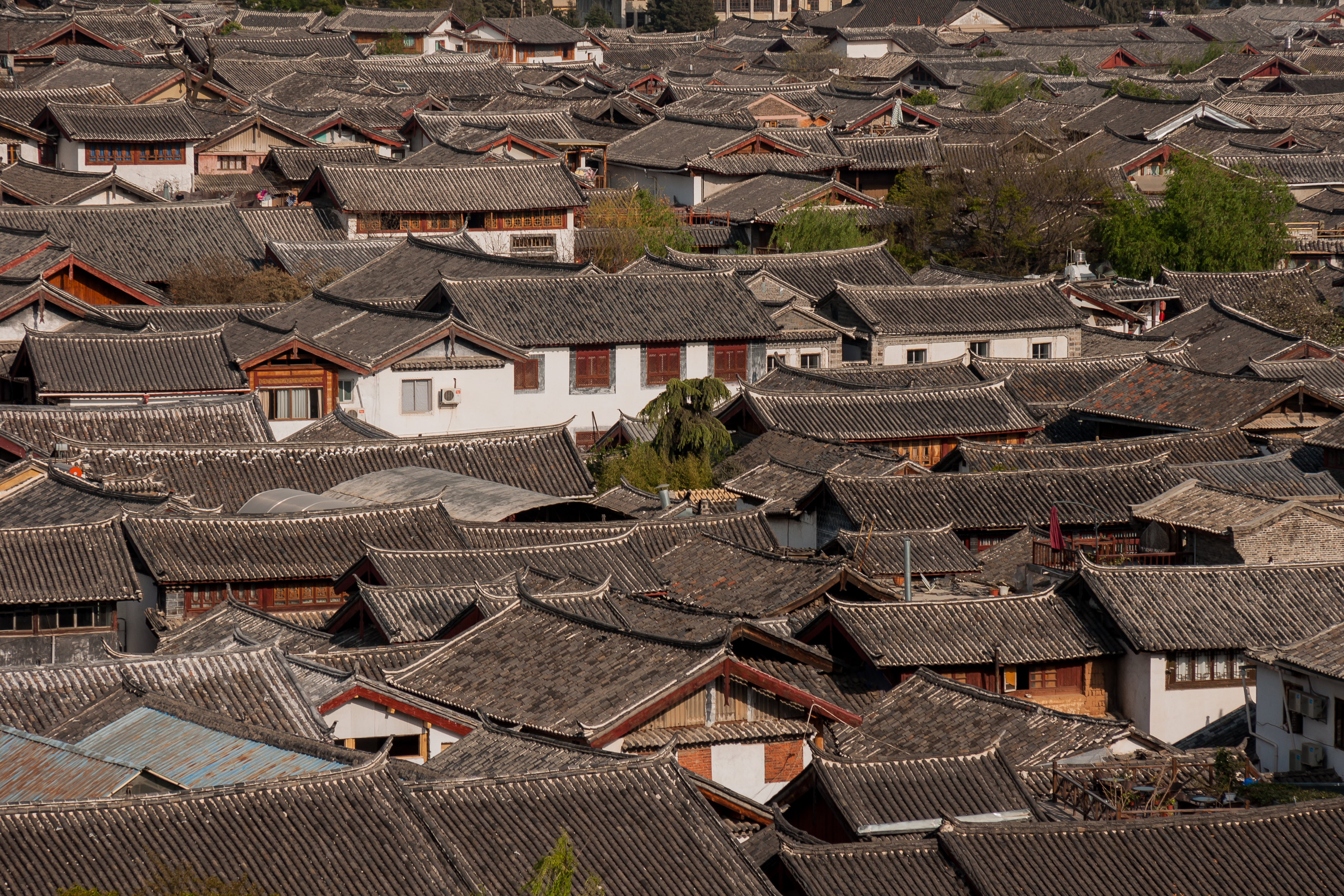

## Partnerská města
- Kazaň, Rusko
- New Westminster, Kanada
- Preah Vihear, Kambodža
- Roanoke, Virginie, Spojené státy americké
- Shepparton, Austrálie
- Takajama, Japonsko